# Салтыковский сельский округ (Сасовский район)
Салтыко́вский се́льский о́круг — упразднённая административно-территориальная единица, существовавшая на территории Сасовского района Рязанской области до 2004 г.
Административный центр — село Салтыково.

## История
Законом Рязанской области от 07.10.2004 № 96-ОЗ на территории трёх сельских округов — Салтыковского, Пичкиряевского и Придорожного — было образовано одно муниципальное образование — Придорожное сельское поселение. Административный центр Салтыково утратил свои полномочия. Управление было перенесено в посёлок Придорожный.

## Административное устройство
В состав Салтыковского сельского округа входили 7 населённых пунктов:
1. п. Салтыково — административный центр
2. д. Крутое
3. д. Лесные Цветы
4. д. Липки
5. д. Новое
6. п. Ряньзя
7. д. Шафторка.